# Sandingtaman
Sandingtaman is een bestuurslaag in het regentschap Ciamis van de provincie West-Java, Indonesië. Sandingtaman telt 5291 inwoners (volkstelling 2010).